# Дубровське сільське поселення (Білохолуницький район)
Дубро́вське сільське поселення (рос. Дубровское сельское поселение) — адміністративна одиниця у складі Білохолуницького району Кіровської області Росії. Адміністративний центр поселення — селище Дубровка.

## Історія
Станом на 2002 рік на території сучасного поселення існували такі адміністративні одиниці:
- смт Дубровка (смт Дубровка, присілки Антипята, Дерюші, Нагорена)

Поселення були утворені згідно із законом Кіровської області від 7 грудня 2004 року № 284-ЗО у рамках муніципальної реформи шляхом перетворення смт Дубровка.

## Населення
Населення поселення становить 1224 особи (2017; 1283 у 2016, 1336 у 2015, 1375 у 2014, 1426 у 2013, 1466 у 2012, 1512 у 2010, 2031 у 2002).

## Склад
До складу поселення входять 4 населених пункти:
| Населений пункт    | Населення, осіб (2002) | Населення, осіб (2010) |
| ------------------ | ---------------------- | ---------------------- |
| Антипята, присілок | 21                     | 9                      |
| Дерюші, присілок   | 7                      | 1                      |
| Дубровка, селище   | 1976                   | 1491                   |
| Нагорена, присілок | 27                     | 11                     |